# Bolešiny
Bolešiny – gmina w Czechach, w powiecie Klatovy, w kraju pilzneńskim. Według danych z dnia 1 stycznia 2014 liczyła 677 mieszkańców.

## Galeria

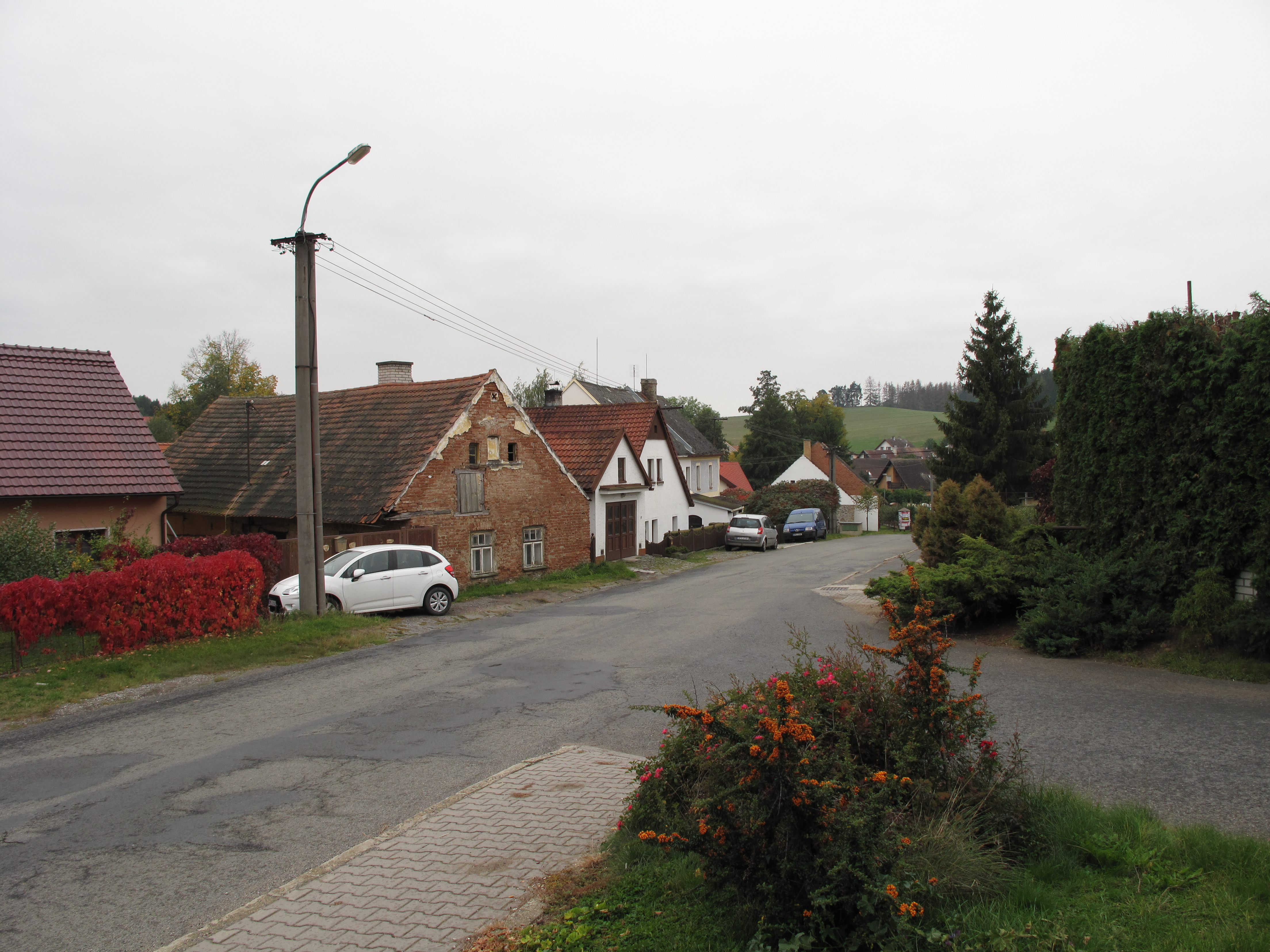
Domy
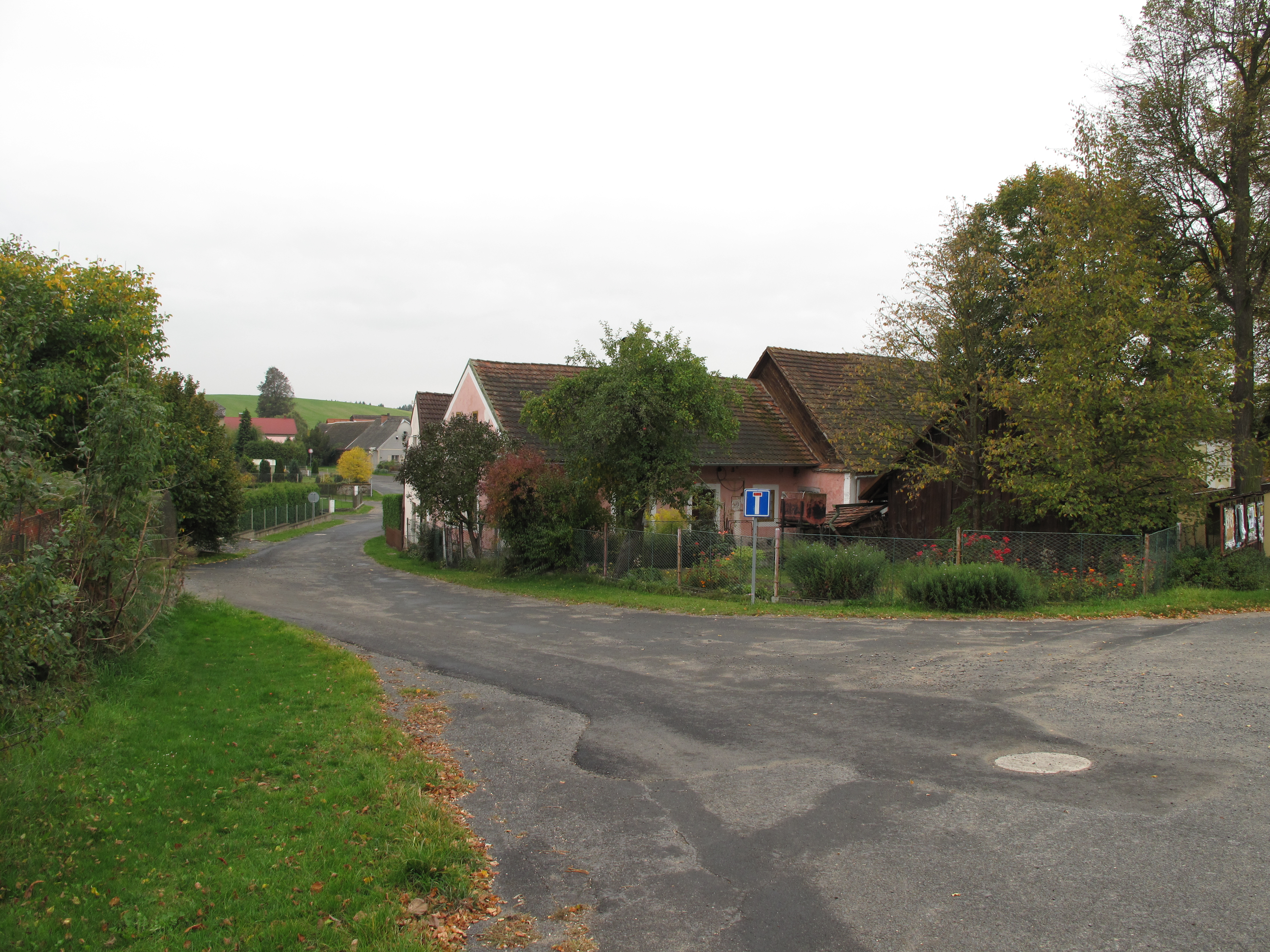
Domy
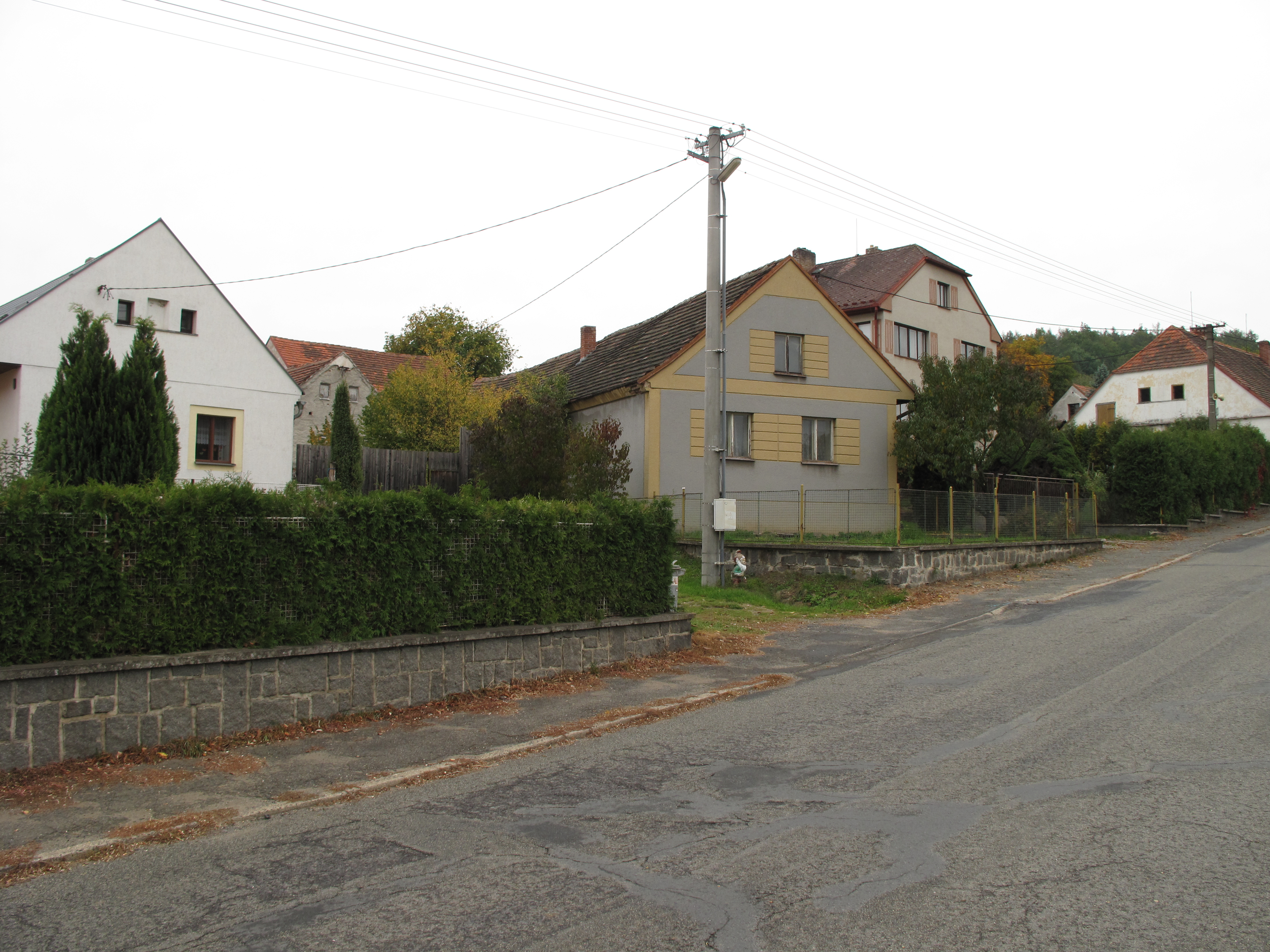
Ulica